# Montpellier Hérault SC
A Montpellier HSC egy francia labdarúgóklub Montpellierben, melyet 1919-ben Stade Olyimpique Montpelliérain (SOM) néven alapítottak.
A Francia kupa 1929-es elhódítása után, a csapat 19 úttörő társával egyetemben részt vett a Francia nemzeti labdarúgó bajnokság első kiírásában, az 1932–33-as szezonban. A csapat ezek után 37 éven keresztül folyamatosan ingázott az első és másodosztály között, míg az 1970-es évek elején össze nem omlott.
Mikor 1974-ben megvásárolta a csapatot Louis Nicollin, a hatodosztály délkeleti csoportjában szerepeltek, de az ekkortájt Montpellier la Paillade Sport Club Littoral néven működő klub az új tulajdonos vezetése alatt mindössze 8 év alatt ismét eljutott a legfelsőbb osztályba.
A klub jelenlegi nevét véglegesen csak 1989-ben vette fel, ezért a francia köztudatban viszonylag fiatal csapatként tekintenek a Montpellier-re. A klub sikeres időszakot élt meg a 90-es években, 1990-ben Francia kupát nyert, és több szezonban is részt vett európai kupaküzdelmekben. A 2000-es évek elején azonban ismét visszazuhantak a másodosztályba, sőt éppen hogy elkerülték a harmadosztályba történő kiesést. 2010-ben a csapat René Girard edző vezetése alatt ismét visszatért a legfelsőbb osztályba, majd 2012-ben a PSG-t megelőzve története első bajnoki címét is megszerezte a francia élvonalban.
A 2009–10-es év óta élvonalban szereplő gárda elnöke a mai napig Louis Niccollin, aki emellett főrészvényes is.
Miután kezdetben a Parc á Ballons és a Stade des Aubes stadionban játszották hazai mérkőzéseiket, majd 1923 és 1967 között a Parc des Sports de l'avenue du Pont Juvénal-ban látták vendégül ellenfeleiket ezt követően pedig egy rövid időszakra elköltöztek a Stade Richter-be, 1976-ban foglalták el a csapatnak jelenleg is otthonául szolgáló Stade de la Mossont.
2001 óta a klub rendelkezik női szakággal is. A női csapat számára 2011–12-es év volt az első szezon, melyet az élvonalban tölthettek.

## Története

### SOM à La Paillade (1919–1974)

#### A SOM megszületése
1914-ben Montpellier elöljárói egy a sportolásra ösztönző ideiglenes bizottságot állítottak fel, annak céljából hogy megszülethessen a Stade Olympique Montpelliérain (SOM) elnevezésű sportklub. Tervezték egy új sportcentrum létrehozását is a mai Professeur Grasset sugárút közelében, de az első világháború kitörésének hatására elhalasztották a megvalósítást.
1919-ben a háború végeztével folytatták a projektet, és egy maroknyi ambiciózus és tehetős amatőr a montpelliér-i sportszövetséggel (AGSM) karöltve megalapította a Stade Olympique Montpelliérain-t, mely egy több szakágat is tömörítő (labdarúgás, rögbi, atlétika, ökölvívás, tenisz) sportklub volt. A klub székhelye a boulevard de l'Esplanad-on helyezkedett el, a Café de Paris-ban, és átvették a város jellegzetes színeit, fehér mezben, piros címerrel játszottak.
A klub ekkor még inkább egyfajta projektnek volt nevezhető mint valódi sportklubnak, egészen 1919 szeptemberéig, mikor egyesült a szinte kizárólag a futball iránt elkötelezett, 1917 augusztusában alapított La Vie au Grand Air de Languedoc (VGAL) csapatával. A VGAL a VGA Médoc de Bordeaux klubmodelljének átvételével jött létre, és a háború utáni időszak legjobb csapata volt Montpellierben, a VGA Médocot például 1919 májusában 4–2-re legyőzte a déli csapatok labdarúgókupájának döntőjében. Az egyesülés után az új klub futball-szakágának alapjait a VGAL szolgáltatta. Az új csapat 1919. szeptember 28-án kezdte meg felkészülését, és hét nappal később, története első mérkőzésén 6–0-ra legőyzte a Red Start Alaisien csapatát.

#### Kupagyőzelem, és feljutás a profi ligába
Az egyesülés után az új játékosok segítségével emlékezetes rajtot produkált a SOM. 1919. november 2-án a klub lejátszotta első hivatalos mérkőzését a francia kupa első körében, a Sport Club Montpelliérain elleni rangadó 2–2-es döntetlennel ért véget. Hét nappal később a bajnokságban is megkezdte menetelését a csapat, a Francia labdarúgó-szövetség déli ligája, vagyis a francia hatodosztály első fordulójában idegenben 1–0-ra legyőzték a Stade Cettois gárdáját.
1920-ban az FC Cette legyőzésével megszerezte első serlegét a SOM, a Médoc-i kupa döntőjében diadalmaskodva, mely sorozat a Languedoc-i kupával egyenértékű. Ez a győzelem a SOM döntő fölényét mutatta montpellieri klubok sokasága között. Még ugyanebben az évben a csapat felavatta a Stade des Aubes-t, melynek felépítését az AGSM finanszírozta.
Az 1925–26-os szezonban válságba került a klub, miután a Francia Labdarúgó-szövetség pénzügyi visszaélések nyomait fedezte fel a klubban, és szigorú büntetést szabott ki a csapatra; a klubelnököt öt évre felfüggesztették, számos játékos elhagyta a csapatot, és történetes során először a Montpellier kiesett a bajnokságból.
A visszajutás nem került sok időbe, sőt az 1927–28-as szezonban az FC Séte csapatát megelőzve bajnok lett a hatodosztályban, így bejutott a regionális bajnokok számára rendezett tornájába, de ott alulmaradt a Stade français együttesével szemben. A francia kupában kilenc meccsen keresztül menetelt a csapat, míg a nyolcaddöntőben az FC Séte gárdájától 3–1-es vereséget szenvedett Marseille-ben.
A gyors feléledés kulcsa az újjáépítés volt, melynek jegyében a klub megváltoztatta nevét Stade Olympique Montpelliérain-ról Sports Olympiques Montpelliérains-ra , és számos új minőségi igazolással erősítette meg keretét. Louis Mistral, Roger Rolhion és René Dedieu mellett a Kramer testvérek svájci trióját, és a jugoszláv Branislav Sekulićot és Milorad Mitrovićot is szerződtették. Utóbbi két játékos hivatalosan tanulóként érkeztek a csapatba, ez a burkolt profizmus jellemző volt a sportban a profi labdarúgás megjelenése előtt. Egyetemista mivoltukból fakadóan a helyi egyetemi csapatban is játszottak, 1925 és 1936 között hatszor nyerték meg a francia egyetemi bajnokságot.

## Sikerei
- 3-szoros másodosztályú bajnok: 1946, 1961, 1987.
- 3-szoros ezüstérmes: 1952, 1981, 2009.
- 3-szoros Champion DH Sud-Est bajnok: 1928, 1932, 1976.
- 2-szeres Francia Kupa: 1929, 1990.
- 2-szeres Francia Kupa ezüstérmes: 1931, 1994.
- 1-szeres Coupe de la Ligue bajnok: 1992.
- 1-szeres Intertotó-kupa győztes: 1999.
- 1-szeres francia bajnok (Ligue 1): 2012

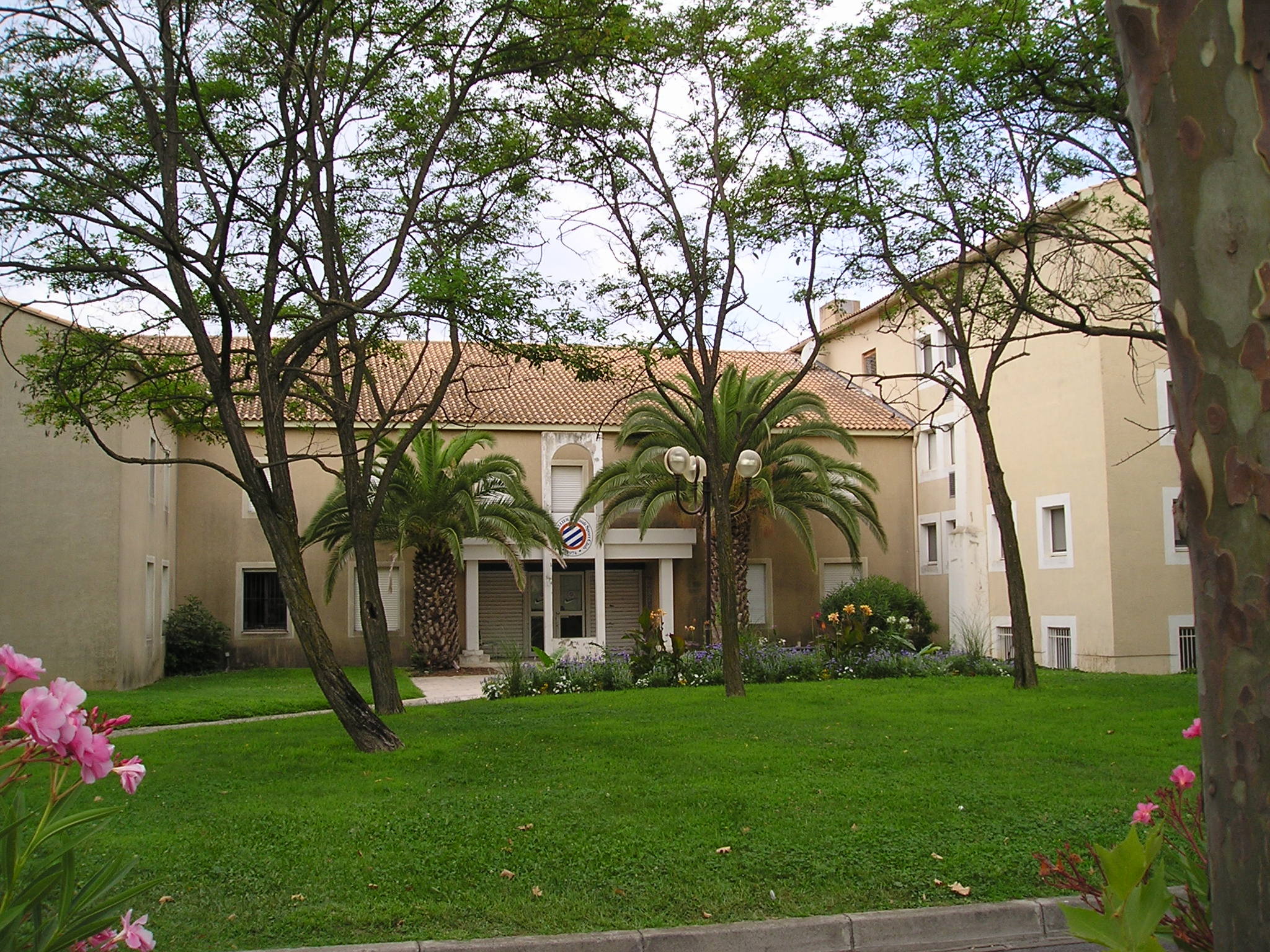
Montpellier HSC főhadiszállása

## Fontosabb dátumok
- 1919: Megalakul a Stade Olympique de Montpellier (SO Montpellier).
- 1927: Megváltoztatják a klub nevét Sports Olympiques Montpellierains-ra.
- 1932: A klub mostantól számít profi labdarúgó-csapatnak.
- 1937: A klub újra felveszi a Stade Olympique de Montpellier nevet.
- 1969: Már nem számítanak profi klubnak.
- 1970: A klubot átnevezik Montpellier-Littoral Sport Club-ra.
- 1974: Az AS Paillade-del összeolvad a csapat és átkeresztelik Montpellier La Paillade Sport Club-ra.(Louis Nicollin érkezése 1974 novemberében).
- 1978: A klub újra profi labdarúgó-csapatnak számít.
- 1989: A klubot átkeresztelik Montpellier-Hérault Sport Club-ra.
- 2009: A klub feljut az első osztályba.
- 2012: A Montpellier Hérault SC története első bajnoki címét szerzi a Ligue1-ben.

## Jelenlegi keret
2018. augusztus 18-i állapotnak megfelelően.
| #  |     | Poszt | Név                                            |
| -- | --- | ----- | ---------------------------------------------- |
| 2  | FRA | V     | Ruben Aguilar                                  |
| 3  | FRA | V     | Daniel Congré                                  |
| 4  | BRA | V     | Vitorino Hilton ()                             |
| 5  | POR | V     | Pedro Mendes                                   |
| 6  | FRA | KP    | Junior Sambia                                  |
| 7  | FRA | KP    | Paul Lasne                                     |
| 8  | CMR | V     | Ambroise Oyongo                                |
| 9  | CIV | CS    | Giovanni Sio                                   |
| 10 | FRA | CS    | Gaëtan Laborde                                 |
| 11 | FRA | CS    | Andy Delort (kölcsönben a Toulouse csapatától) |
| 13 | TUN | KP    | Iljász esz-Szhírí                              |
| 14 | FRA | V     | Damien Le Tallec                               |
| 15 | FRA | V     | Bryan Passi                                    |
| 16 | FRA | K     | Dimitry Bertaud                                |
| 17 | FRA | CS    | Jérémie Porsan-Clemente                        |

| #  |     | Poszt | Név               |
| -- | --- | ----- | ----------------- |
| 18 | FRA | CS    | Yanis Ammour      |
| 19 | SEN | CS    | Souleymane Camara |
| 20 | RSA | CS    | Keagan Dolly      |
| 21 | FRA | KP    | Kylian Kaiboue    |
| 22 | FRA | KP    | Killian Sanson    |
| 23 | URU | KP    | Facundo Píriz     |
| 25 | FRA | KP    | Florent Mollet    |
| 26 | FRA | V     | Morgan Poaty      |
| 27 | FRA | V     | Clément Vidal     |
| 29 | FRA | KP    | Amir Adouyev      |
| 30 | FRA | K     | Jonathan Ligali   |
| 31 | FRA | V     | Nicolas Cozza     |
| 32 | SRB | CS    | Petar Škuletić    |
| 40 | FRA | K     | Benjamin Lecomte  |

## Híres játékosok
| Franciaország - William Ayache - Pascal Baills - Bruno Bellone - Laurent Blanc - Gérard Buscher - Éric Cantona - Fleury Di Nallo - Fabrice Divert - Patrice Garande - Xavier Gravelaine - Vincent Guérin - Pierre Laigle - Jean-François Larios - Thierry Laurey - Jean-Claude Lemoult - Patrice Loko - Christian Lopez - Bruno Martini - Michel Mézy - Nicolas Ouédec - Stéphane Paille - Gérald Passi - Reynald Pedros - Christian Perez - William Prunier - Laurent Robert - Albert Rust - Christian Sarramagna - Franck Sauzée - Franck Silvestre - Jacques Vergnes - Daniel Xuereb Algéria - Malek Aït-Alia - Omar Belbey - Kader Ferhaoui - Ahmed Reda Madouni - Abd en-Nászer Uáda | Argentína - José Luis Villareal Armenia - Michel Der Zakarian Benin - Laurent D'Jaffo Bosznia Hercegovina - Emir Spahić Brazília - Júlio César Bulgária - Nikolay Todorov Burkina Faso - Habib Bamogo - Abdoulaye Cissé Kamerun - Thierry Gathuessi - Marcel Mahouvé - Valéry Mézague - Roger Milla - Alexis N'Gambi - Bill Tchato Kolumbia - Víctor Bonilla - Carlos Valderrama Elefántcsontpart - Georges Ba - Ibrahima Bakayoko - Gérard Gnanhouan - Marc-Éric Gueï Horvátország - Aljoša Asanović | Guinea - Fodé Mansaré Magyarország - Kiss László - Törőcsik András - Zombori Sándor Japán - Nozomi Hiroyama Martinique - Ludovic Clément Mayotte - Toifilou Maoulida Marokkó - Mehdi Taouil Hollandia - Wilbert Suvrijn Lengyelország - Roman Kosecki - Jacek Ziober Réunion - Bertrand Robert Szenegál - Souleymane Camara - Aliou Cissé - Lamine Sakho Szerbia és Montenegró - Nenad Džodić Togó - Robert Malm Tunézia - Jamel Saihi Jugoszlávia - Nenad Stojković |

## Edzők
| - Joseph Azema 1938–1939 - Georges Kramer 1946–1948 - Georges Winckelmans 1948–1950 - Závodi István 1950–1951 - Joszef Pepi Humpal 1951–1952 - Luis Cazorro 1952–1953 - Julien Darui 1953–1954 - Marcel Tomazover 1954–1956 - Závodi István 1956–1958 - Hervé Mirouze 1958–1963 - Louis Favre 1963–1968 - Roger Rolhion 1968–1969 - Marian Borowski 1969–1970 - Hervé Mirouze 1970–1974 - André Cristol 1974–1976 - Louis Favre 1976 - Robert Nouzaret 1976–1980 | - Kader Firoud és Jacques Bonnet 1980– 1982. január - Jacques Bonnet 1982. január–1983 - Robert Nouzaret 1983–1985 - Michel Mézy 1985–1987 - Pierre Mosca 1987–1989 - Aimé Jacquet 1989–1990. február - Michel Mézy 1990. február–1990 - Henryk Kasperczak 1990–1992 - Gérard Gili és Jean-Louis Gasset 1992–1994. november - Michel Mézy 1994. november–1998 - Jean-Louis Gasset 1998–1999. november - Michel Mézy 1999. november – 2002. november - Gérard Bernardet 2002. november – 2004. február - Robert Nouzaret 2004. február – 2004. szeptember - Jean-François Domergue 2004. november – 2007. április - Rolland Courbis 2007. április – 2009. június - René Girard 2009. június – |

## Fordítás
- Ez a szócikk részben vagy egészben  a   Montpellier Hérault Sport Club című francia Wikipédia-szócikk fordításán alapul.  Az eredeti cikk szerkesztőit annak laptörténete sorolja fel. Ez a jelzés csupán a megfogalmazás eredetét és a szerzői jogokat jelzi, nem szolgál a cikkben szereplő információk forrásmegjelöléseként.